# St. Brendan's
St. Brendan's es un pueblo canadiense situado en la provincia de Terranova y Labrador.

## Superficie
St. Brendan's tiene una superficie de 9,76 km².

## Demografía
En 2021, tenía 125 habitantes, una densidad poblacional de 12,8 hab./km², y 122 viviendas.